# Ochropleura juldussi
Ochropleura juldussi là một loài bướm đêm trong họ Noctuidae.